# Старе Духни
Старе Духни (пол. Stare Duchny) — село в Польщі, у гміні Снядово Ломжинського повіту Підляського воєводства.
Населення — 97 осіб (2011).
У 1975-1998 роках село належало до Ломжинського воєводства.

## Демографія
Демографічна структура станом на 31 березня 2011 року:
|          | Загалом | Допрацездатний вік | Працездатний вік | Постпрацездатний вік |
| -------- | ------- | ------------------ | ---------------- | -------------------- |
| Чоловіки | 46      | 8                  | 32               | 6                    |
| Жінки    | 51      | 15                 | 22               | 14                   |
| Разом    | 97      | 23                 | 54               | 20                   |